# Захаркив, Роман Ярославович
Роман Ярославович Захаркив (укр. Захарків Роман Ярославович; 24 января 1991, Львов, Украина) — украинский саночник, участник Зимних Олимпийских игр.
Государственных наград не имеет.

## Статистика

### Двойки
Партнёр по саням:
- до 2010 — Сенькив, Тарас Николаевич
- с 2014 — Оболончик, Александр Владимирович

| Соревнование/Год                 | 2010 | 2011 | 2014 | 2015 |
| -------------------------------- | ---- | ---- | ---- | ---- |
| Зимние Олимпийские игры          | 19   | -    | 17   | -    |
| Чемпионат мира по санному спорту | -    | -    | -    | 19   |
| Кубок мира по санному спорту     | 27   | 26   | 24   | 21   |
| Nation Cup                       | -    | -    | 18   | 13   |

### Эстафета
| Соревнование/Год                 | 2014 | 2015 |
| -------------------------------- | ---- | ---- |
| Зимние Олимпийские игры          | 11   | -    |
| Чемпионат мира по санному спорту | -    | 10   |